# Бомон Вилаж
Бомон Вилаж (фр. Beaumont-Village) насеље је и општина у централној Француској у региону Центар (регион), у департману Ендр и Лоара која припада префектури Лош.
По подацима из 2011. године у општини је живело 265 становника, а густина насељености је износила 13,77 становника/km². Општина се простире на површини од 19,25 km². Налази се на средњој надморској висини од метара (максималној 144 m, а минималној 86 m).

## Демографија
| 1962. | 1968. | 1975. | 1982. | 1990. | 1999. | 2011. |
| ----- | ----- | ----- | ----- | ----- | ----- | ----- |
| 402   | 380   | 304   | 261   | 242   | 242   | 265   |

График промене броја становника у току последњих година